# Almacén de José Ribera
El almacén de José Ribera está situado en la glorieta de la Estación, de la ciudad de Carcagente (Provincia de Valencia, España), junto a la estación de ferrocarril, en un entorno urbano que se desarrolla a partir de 1853, fecha en la que se construye la línea férrea. Se trata de un edificio industrial inaugurado el 3 de diciembre de 1903 con proyecto de José Ríos Chinesta, maestro de obras y ebanista, realizada para el comerciante de naranjas José Ribera Tarragó.
La obra ha sufrido algunas intervenciones posteriores que, salvo la producida en el patio, no han desvirtuado su imagen. Tras dilatados periodos de abandono, y dos inundaciones en 1982 y 1987 en las que se acrecentó su deterioro, el ayuntamiento rehabilitó el edificio en 1989 para todo tipo de actos multitudinarios, dada la flexibilidad y la amplitud del espacio interior.

## Descripción
El almacén está emplazado en un solar rectangular, aunque su planta tiene forma de L. La edificación, por tanto, libera un patio en una de sus esquinas, que se separa del espacio público de la calle por medio de una verja. De esta manera, el edificio ocupa el extremo de una alargada manzana de 48 metros de profundidad, con un muro medianero y tres fachadas a calles distintas.
El programa consiste en un gran espacio diáfano para el almacén y la confección de la naranja, que incluye además dependencias para oficinas y una vivienda. La nave principal, conforme al esquema de la planta, tiene un quiebro de 90°, desde el cual es posible dominar visualmente ambas naves en su intersección. Estas siguen un clásico esquema basilical, con una nave central de mayores dimensiones y altura, y estrechas naves laterales más bajas para permitir la iluminación cenital, con un altillo que recorre todo el perímetro del almacén.
Las fachadas de los testeros, adquieren por su tratamiento el rango de principales, en una solución muy utilizada en esta tipología por los empresarios de la naranja para ofrecer una imagen atractiva de su edificio. Predomina el ladrillo visto, con un gran arco moldurado en el tímpano del hastial triangular, que organiza la composición general de la fachada, donde se dispone una gran proporción de huecos para posibilitar una abundante iluminación interior.
El espacio interior adquiere una gran amplitud y diafanidad, donde cabría destacar el tratamiento de la luz y del color. La luz inunda todo el espacio interior desde los testeros y  las hileras de ventanas situadas a lo largo de las fachadas laterales encima de su cubierta, antes del arranque del faldón de la cubierta central. La imagen polícroma se obtiene por el contraste entre las diversas texturas de los diferentes materiales utilizados. Las fachadas interiores están moduladas por una serie de esbeltas columnas de fundición que marcan la separación entre las naves. En sus fustes apoya el entramado de los altillos laterales y quedan rematadas con un capitel de inspiración clásica decorado con rosetas sobre el que descansan las pilastras que reciben los arcos escarzanos y soportan la estructura de la cubierta.
Desde el punto de vista de la construcción, se trata de una obra resuelta con gran calidad y gran conocimiento de los materiales, los cuales se emplean con profusión, con una gran coherencia funcional. Los muros son de mampostería, y se emplea ladrillo en los arcos, molduras, embocaduras de los vanos y esquinales, así como en otros elementos de su distribución interior. En las cubiertas se han utilizado cuchillos mixtos, correas y entabacado de madera y teja plana como material de cubrición.
Es una obra a la que cabría adscribir en el eclecticismo, por las soluciones adoptadas y el diseño de los elementos de ornamentación, aunque ya se emplean determinados detalles decorativos modernistas.